# Institute of Medicine
The Institute of Medicine, IOM, är en oberoende organisation som arbetar med biomedicinsk forskning och hälsa. Institutet ingår i The National Academies vilka är underställda den amerikanska kongressen. 
Institutet bildades 1970.